# Diabeł
Diabeł (bra: O Diabo) é um filme histórico polonês com elementos de horror escrito e dirigido por Andrzej Żuławski. Ele foi lançado em 1972. Na época de seu lançamento, foi proibido pelo governo Comunista na Polônia.

## Enredo
Durante a invasão do exército Prussiano na Polônia em 1793, um jovem nobre polonês, Jakub, é salvo da prisão por um estranho que deseja obter em troca, uma lista de seus companheiros conspiradores. Seguindo seu misterioso salvador através do país, Jakub vê todo o caos e corrupção moral, incluindo a morte de seu pai e a traição de sua namorada. Atordoado pelo que vê, ele comete uma série de terríveis assassinatos.